# گویش بوشهری
گویش بوشهری یکی از گویش‌های فارسی و از گروه گویش‌های جنوب غربی ایران است و به همراه گویش‌های بردستانی، تنگستانی، دشتستانی و دشتی گروه گویش‌های بوشهری را تشکیل می‌دهد. که تقریباً در سرتاسر استان بوشهر رایج است.
این گویش‌های شباهت‌های زیادی با گویش بندرعباس و نیز زبان‌های لری (بختیاری و بویراحمدی) و لهجه کازرونی دارد. این گویش‌ها عبارتند از گویش بوشهری مرکزی (رایج فقط در شهرستان بوشهر)، آبدانی (مربوط به منطقهٔ آبدان و پیرامون)، بردستانی (مربوط به بردستان، بندر دیر و پیرامون) و دشتیانی (بندر دیر و پیرامون) کنگانی، جمی، تنگستانی، دشتی است. لهجه‌ها در روستاها بیشتر از شهرها متنوع هستند.
در گویش بوشهری، استفاده ازعبارت‌های انگلیسی رایج است علتش هم حضور تقریباً ۱۸۰ ساله انگلیسی‌ها از ۱۷۶۳م در این منطقه بوده است. برای مثال بوشهری‌ها در توصیف چیزی می‌گویند «نه خوبه» (not good) یا نِخِشِه (not delicious)؛ یعنی ابتدا از not و سپس صفت استفاده می‌کنند.

## گویش‌های استان

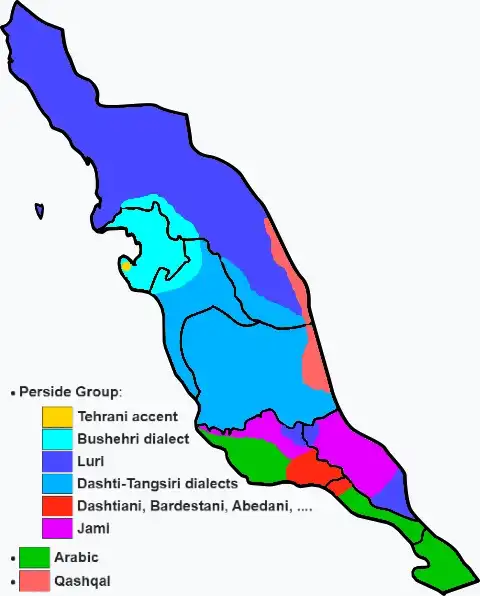
پراکندگی گویش‌های در استان بوشهر

گویش در استان بوشهر به دو بخش تقسیم شمالی و جنوبی تقسیم می‌شود. گویش جنوبی شامل گویش شهرستانهای تنگستان، دشتی، کنگان، عسلویه، جم و دیر می‌باشد. خود شهر بوشهر هم گویشی مخصوص و همسو با گویش تنگستان دارد.
وزارت فرهنگ و ارشاد اسلامی گویش استان بوشهر را این چنین ذکر می‌کند؛ گویش موجود در استان بوشهر در یک تقسیم‌بندی کلان به سه ناحیه جغرافیایی تقسیم می‌شود. در شمال استان و حد فاصل مناطقی مثل لیراوی، گناوه و دشتستان، زبان و گویش رایج لُری یا لهجهٔ بعضاً محلی است. در ناحیهٔ دشتی و بخش‌هایی از تنگستان زبان و گویش آمیخته‌ای از پهلوی جنوبی و لُری است. از حد فاصل دشتی تا انتهای شرقی استان اغلب به نوعی گویش عربی محلی آمیخته به فارسی و بعضاً به فارسی سخن می‌گویند. البته در ناحیه جم به فارسی سلیس دری تکلم می‌شود. گویش فارسی رایج در شبه جزیرهٔ بوشهر ساختار خاصی دارد که آمیخته‌ای از پهلوی جنوبی و فارسی دری با وام‌گیری پاره ای واژگان و اصطلاحات عربی و برخی واژگان اروپایی، بویژه انگلیسی است.
مردم شهرستان‌های گناوه و دیلمو دشتستان به گویش لری لیراوی یکی از گویش های لری جنوبی سخن می‌گویند.دانشنامه ایرانیکا وجود زبان لری در شمال بوشهر را تأیید می‌کندخبرگزاری جمهوری اسلامی ایران گویش شمال استان بوشهر را لری ذکر می‌کند.
گویش بوشهری در شهرستان بوشهر، گویش دشتی یا دشتیاتی در منطقهٔ دشتی شهرستان دشتی و دیر، گویش تنگستانی یا تنگسیری در بخش ساحلی تنگستان است. گویش لری لیراوی در شهرستان های دیلم، گناوه و دشتستان است. گویش دیری - بردستانی و آبدانی بعلاوه دشتیاتی هم در شهرستان دیر است و دارای قدمت منحصر بفرد است. گویش دیری به فارسی فصیح نزدیک است؛ و گویش کنگانی و جمی هم در منتهای جنوبی استان بوشهر است که (بویژه لهجه جمی) به فارسی فصیح و معیار نزدیکترند.

## آواها و واژگان نمونه
- بود: بید
- دود: دید
- زانو: زونی
- شب: شُو
- خواب: خُو
- فوت کردن: فیت کردن
- کوچه: کیچه
- نگاه کردن: سِی کردن
- مادر: دِی
- لیوان: گیلاس
- گربه: گولی
- آینه: اُینه
- آب: اُو
- پدر: بوآ
- صبحانه: ناشتا
- ناهار: چاس یا همان ناهار
- شام: شوم
- ببین:سی کو
- بیا:بیو

## ویژگی‌های دستوری
از نظر صرفی و دستوری با فارسی معیار چندان تفاوتی ندارد. نشانهٔ تعریف در برخی لهجه‌ها در اسامی پسوند (ku) و در صفات پسوند (u) می‌باشد. برای نمونه:
- بیا غذایت را بخور: بیو غذاتو بخور
- آن کتاب را بخوان: او کتابو بُخون
- زشت (معرفه): زشت
- خودکار (معرفه): خودکار

نشانهٔ جمع در گویش بوشهری (آ) و در لهجه‌های شمالی (ال) می‌باشد.
کتاب‌ها: کتابا - کتابل
برای استمرار در افعال بجای استفاده از داشتن از پیشوندهای (hasey) یا (hey) استفاده می‌شود. استفاده از هی در افغانستان نیز مرسوم است و هاسی در کازرون نیز بکار می‌رود. در مناطق شمالی استان هاسی به ایسی تبدیل می‌گردد.
شهر بوشهری کلمه هاسی به کار نمی‌برد اما روستاهای اطراف بله و تفاوت این لهجه‌ها با فاصله گرفتن از بوشهر بیشتر می‌شود و بوشهر مرکز آن‌ها نیست.
- دارد می‌نویسد: hâsey minvise
- داشت می‌رفت: هی می رف

داشت می‌رفت:بوشهری:داش می‌رفت (فارسی معیار)
برای منفی کردن مانند فارسی معیار از نه استفاده می‌شود که در افعال ترکیبی یا اسنادی این نشانه منفی ساز پیش از مسند قرار می‌گیرد:
- من بلد نیستم: مو نه بلدم: mo na baladom

من بلد نیستم:
به جای نمی دونم می‌گویند نمی‌فَهمُم
- ما اهل تهران نیستیم: ما نه مال تهرونیم: ma na mâl tehrunim

حرف میانجی عموماً صامت (ن) است که در در افعال اسنادی برای سوم شخص نیز کاربرد دارد؛ مثلاً برای مفهوم (هوا گرم است) آنچه را که در تهران می‌گویند (havâ garm'e) یا در اصفهان می‌گویند (heva garmes) در بوشهر می‌گویند (havâ garmen). این حالت در لهجهٔ کازرونی و گویش‌های بندری نیز وجود دارد.
در گویش بوشهری، گویش دشتستانی و گویشهای شبیه و اطراف حالت التزامی شرط محقق نشده همتای «بروم» در زمان حال، در زمان گذشته به صورت «برفتم» و با پیشوند «بِ» (be) به کار می‌رود. در لهجه تهرانی بیشتر از پیشوند «می» و ساخت ماضی استمراری استفاده می‌شود:
- چه برفتُم حسینیه و چه تو خانه بُمُندُم صِدِی سنج و دمام و نوحه‌خوانی می‌فهمیدُم

## واژگان
این لهجه‌ها و گویش‌ها مانند هرگویش دیگری دارای خزینهٔ واژگان خاص خود می‌باشد. در برخی موارد لهجه‌های مختلف این استان واژگان با مصادر و اصطلاحات خاص خود را دارند. به ویژه در منطقه‌ای مانند استان بوشهر که بواسطهٔ زندگی ساحلی و تجارت و دریانوردی و حضور اقوام مهاجر گوناگون کلمات متعددی را از زبانهای دیگر نیز قرض گرفته است. در بسیاری از گویش‌های آن کلمات پارسی میانه دیده می‌شوند؛ مثلاً تهل (تلخ) یا پهل (پل) یا اشناو (شنا). برای نمونه:
- غوص کردن (ghows kerdan): زیر آبی رفتن
- رُوکردن (row kerdan): حرکت کردن
- بوآ buâ): بابا، پدر
- دی یا ننه(dey): مادر
- کُکا(kokâ): برادر
- شی (šuy): ازدواج
- پار (pâr): پارسال
- خالو یا دویی(xâlu): دایی
- زوان یا زبون (zovân): زبان
- جانگیرک (janegirak): پافشاری کودکان
- مشقل (mašqal): آبکش
- تنگیدن (tengidan): پریدن، نشستن
- بارو (bâru): باران
- کَپ (kap): دهان
- کُم (kom): شکم
- ویسیدن (veysidan): ایستادن
- پوز (puz): دماغ
- پُسر (posar): پسر
- دِریا (deryâ): دریا
- خهک (xahk): خاک
- دیگ (dig): دیروز
- پسین (pesin): عصر
- صوا (soba): فردا
- شنو (sheno) :حمام کردن
- چیل (chil) :دهان
- فچ (fetch): گشاد
- مین (moo): مو

### راهنمای آوا نویسی
در این نوشتار از نمادهای زیر برای آوانویسی استفاده شده است
â = تلفظ حرف آ در واژهٔ آبادان
a = تلفظ حرف ا در واژه احمد
ٍe = تلفظ حرف ا در واژه ابراهیم
C = چ
i = تلفظ حروف ای در واژه ایران
š = ش
Q = غ یا ق
O = تلفظ حرف ا در واژهٔ امید
U = تلفظ حرف و در واژهٔ کوچه
X = خ
Ž = ژ

## شعری به گویش بوشهری
| بخون خالو بخون دردم گرونن    |  | تو صحرای دلم باد خزونن        |
| چه خوش بید بال خیس باد بر رو |  | حصیر مدح و خو توی رهرو        |
| چه خوش بید وقت واگشتن ز جیلم |  | تنور و بوی نون وسوز گرزم      |
| پسین تنگی که شو می‌بست پرده   |  | غبار گله غم می‌برد از ده       |
| شوا تو شانشین مهمون میومه    |  | درنگه شروه نودون میومه        |
| درازی شو و طرفی دل‌انگیز      |  | صدای دیر وقت مرغ شو خیز       |
| میون کوچه شو سنگین گذرداشت   |  | ولات از ابر جاجیمی به سر داشت |
| صدای زنگل لالا میومه         |  | صدای میل خلخالا میومه         |
| حنابندان ماشو یاد داری       |  | سیاه‌مستی جاشو یاد داری        |
| بخون خالو بخون شو بی و شومی  |  | جوونی و بهار ناتمومی          |